# The Problem We All Live With
The Problem We All Live With (anglicky Problém, se kterým žijeme všichni) je obraz, který v roce 1964 namaloval Norman Rockwell. Je považován za ikonický obraz afroamerického hnutí za občanská práva ve Spojených státech amerických. Je na něm vyobrazena šestiletá afroamerická dívka Ruby Bridges na své cestě do základní školy Williama Frantze – do té doby zcela bělošské školy, 14. listopadu 1960, během desegregační krize v New Orleans. Kvůli výhrůžkám a násilí, musela být Ruby do školy eskortována čtyřmi federálními policisty. Na zdi za Ruby je napsaná rasistická nadávka „negr“, písmena „KKK“ a rozprsknuté rajče hozené proti zdi. Bílí protestující nejsou vidět a divák se na scénu dívá z jejich pohledu.
Obraz je malovaný olejem na plátně. Jeho rozměry jsou 91 cm na výšku a 150 cm na šířku.

## Historie
Malba byla původně publikována jako plakátová příloha v magazínu Look 14. ledna 1964. Rockwell předchozí rok ukončil svou smlouvu se Saturday Evening Post, kvůli své frustraci z limitace, která mu znemožňovala vyjadřovat své politické názory. Rockwell zkoumal podobná témata v pracích jako Southern Justice (Murder in Mississippi) (1965) a New Kids in the Neighborhood (1967). Na rozdíl od jeho předchozích prací pro Post, obraz The Problem We All Live With ukazuje černého člověka jako hlavního protagonistu, namísto pozorovatele, součásti skupinové scény nebo v servilní roli. Stejně jako u New Kids in the Neighborhood, The Problem We All Live With zobrazuje hlavního protagonistu – černé dítě, za pomoci silných světlých a tmavých kontrastů, pro zvýraznění rasového téma.
Zatímco subjektem obrazu je Ruby Bridges, Rockwell použil lokální děvče, Lyndu Gunn, jako modelku pro svou malbu.
Prezident Barack Obama nechal obraz vystavit v Bílém domě v chodbě před Oválnou pracovnou od července do října roku 2011.
Obraz používal jako pozlátko domu O. J. Simpsona, během jeho soudního procesu v roce 1995, jeho právník Johnie Cochran. Cochran doufal, že jím evokuje sympatie u porotců, kteří byli převážně černí, při návštěvě domu, když jim ukáže něco zobrazující „afroamerickou historii“.